# نی‌تپه
نی تپه، روستایی است از توابع بخش فندرسک شهرستان رامیان در استان گلستان ایران. امامزاده بی‌بی نور از جمله مکان‌های زیارتی و سیاحتی این روستاست.

## جمعیت
این روستا در دهستان فندرسک شمالی قرار دارد و براساس سرشماری مرکز آمار ایران در سال ۱۳۸۵، جمعیت آن ۱۳۰۸ نفر (۳۱۷خانوار) بوده‌است.